# Kilchurn Castle
Kilchurn Castle er borgruin, der ligger på en klippe-halvø i den nordøstlige ende af Loch Awe i Argyll and Bute, Skotland. Den blev grundlagt i midten af 1400-tallet af Campbellklanen fra Glenorchy, der udvidede både borgen og deres territorium over de næste 150 år. Efter Campbell-klanen blev gjort til jarler af Breadalbane og flyttede til Taymouth Castle, blev Kilchurn ikke lnægere brugt, og forfaldt. I 1770 bliver den beskrevet som ruin. fell out of use and was in ruins by 1770.
I dag drives ruinen af Historic Environment Scotland, og den er åben for offentligheden om sommeren.
Det er et scheduled monument.